# Сіккім Санґрам Парішад
Сіккім Санґрам Парішад (Sikkim Sangram Parishad) — політична партія індійського штату Сіккім. Партія була заснована 24 травня 1984 року, її засновником та президентом був Нар Бахадур Бхандарі, на той час прем'єр-міністр Сіккіму. Вартія вперше взяла участь у виборах в березні 1985 року та виграла більшість в парламенті, а Бхандарі знову обійняв посаду прем'єр-міністра. В 1989 році партія знову виграла вибори, завоювавши всі місця Законодавчої Асаблеї. Проте в травні 1994 року уряд програв «голосування про довіру» та був відправлений у відставку. До 2004 року партія зберігала представництво в парламенті. На виборах 2004 року партія фактично розпалася, її члени переважно вступили до Індійського національного конгресу, а невелика партія, що зберегла назву, закінчила вибори з найгіршим результатом, отримавши лише 90 голосів.